# Écordal
Écordal település Franciaországban, Ardennes megyében. Lakosainak száma 290 fő (2022. január 1.). Écordal Alland’Huy-et-Sausseuil, Charbogne, Chesnois-Auboncourt, Guincourt, Saint-Loup-Terrier, Sorcy-Bauthémont, Suzanne és Tourteron községekkel határos.

## Népesség
A település népességének változása:
| Lakosok száma | 325  | 225  | 214  | 299  | 305  | 324  | 324  | 306  | 297  | 290  |
|               | 1968 | 1982 | 1990 | 2006 | 2013 | 2015 | 2017 | 2019 | 2020 | 2022 |